# 瞿溪街道
瞿溪街道，中国浙江省温州市瓯海区下辖的一个街道。

## 辖区
该街道辖有以下地区：
会昌社区、八仙岩社区、雄溪社区、大川社区、瞿溪社区、桥下村、瞿溪村、埭头村、河头村、林桥村、瞿岙村、溪头街村、雄溪村、雄岙村、蛟垟村、肇山村、北坦村、大岙村、大同村、泉东川村和雄河村。